# 幸せの椅子
『幸せの椅子』（しあわせのいす、La sedia della felicità）は2013年のイタリアのコメディ映画。
カルロ・マッツァクラティ監督の遺作で、出演はヴァレリオ・マスタンドレアとイザベラ・ラゴネーゼなど。
金に困っている美容師と刺青師の男女が、財宝が隠されているという椅子を探し求める姿をコミカルに描いた冒険譚。
2013年11月に開催されたトリノ映画祭で初上映され、日本では2015年4月から5月にかけて開催された「イタリア映画祭2015」で上映された他、2020年11月から開催された「イタリア映画祭2020」では有料でオンライン配信された。

## ストーリー
エステサロンを経営しているブルーナは、自分を可愛がってくれている客で、現在は刑務所に収監されている老女ノルマから、屋敷の客間にある椅子に財宝を隠していたことを死の間際に告げられる。ノルマは盗賊ミルコの母親で、莫大な宝石の隠し場所を知る人物だったが、それを明かさずに死んだことが報道される。ブルーナはノルマの話に信憑性があるとして、ノルマのかつての屋敷に忍び込もうとするが失敗し、その成り行きで、知り合ったばかりのタトゥー師であるディーノに協力してもらうことになる。
屋敷内の家具は既に全て裁判所に押収され、2008年には競売にかけられて売却済であること、さらに問題の椅子は全部で8脚あり、バラ売りされていたことが判明する。ブルーナとディーノは落札した人物のリストから椅子の行方を追うが、ようやく椅子を見つけても、中に何も見つからない結果が続く。そのような中、ブルーナと同じくノルマから椅子の秘密を聞いていたヴァイネル神父も加わり、霊媒師の老女アルミダに椅子の持ち主を霊視してもらうが、その椅子からも何も見つからず、さらにアルミダも亡くなる。
諦めかけていたディーノはたまたま観ていたテレビ番組に探している椅子が描かれている絵画が映ったことに気付く。ディーノとブルーナはその絵画の作者のもとを訪ね、ようやく椅子から大量の宝石が入った箱を見つけると、2人は互いに想い合っていたことに気付く。椅子の持ち主と一悶着はあったものの、2人は無事に宝石を手に入れ、同時に幸せも手にする。一方、ディーノたちをバイクで追いかけていたヴァイネル神父は途中で崖から転落して行方不明となるが、数年後に山で巨大な神父の伝説が生まれたことがディーノによって語られる。その神父は隠遁生活をしているとも、クマを連れて森の中を徘徊しているとも、一緒にカード遊びまでするとも言われている。

## キャスト
- ディーノ: ヴァレリオ・マスタンドレア - タトゥー店の経営者。別れた妻子のため金が必要。
- ブルーナ: イザベラ・ラゴネーゼ（イタリア語版） - エステサロンの経営者。金に困っている。
- ヴァイネル神父: ジュゼッペ・バッティストン - 刑務所付き神父。ギャンブルで借金まみれ。巨漢。
- 魔術師カシミール: ラウル・クレモナ（イタリア語版） - 椅子を落札した男。本名はカシミロ・フォッジャ。
- 魚屋の妻: マリア・パイアート（イタリア語版）
- ヴォルパート: ナタリーノ・バラッソ（イタリア語版） - エステ関連機器の貸与業者。

その他
- ノルマ・ペッケ: カーティア・リッチャレッリ - 盗賊ミルコの母親。ブルーナの客。刑務所に収監中。
- 魚屋: ロベルト・チトラン（イタリア語版） - 椅子のコレクター。
- 花屋: マルコ・マルゾッカ（イタリア語版） - 椅子の落札者の店を椅子ごと継いだ外国人。
- 霊媒師アルミダ: ミレーナ・ヴコティッチ - 椅子の持ち主を霊視。
- ダンテの息子: アントニオ・アルバネーゼ（イタリア語版） - 椅子の落札者である故人の息子。
- テレビ番組の出演者: ファブリッツィオ・ベンティヴォリオ（イタリア語版）
- テレビ番組の出演者: シルヴィオ・オルランド

## 受賞歴
| 賞                                   | 部門                         | 対象                       | 結果       |
| ------------------------------------ | ---------------------------- | -------------------------- | ---------- |
| 第59回ダヴィッド・ディ・ドナテッロ賞 | 作品賞                       |                            | ノミネート |
| 第59回ダヴィッド・ディ・ドナテッロ賞 | 監督賞                       | カルロ・マッツァクラティ   | ノミネート |
| 第59回ダヴィッド・ディ・ドナテッロ賞 | 助演女優賞                   | ミレーナ・ヴコティッチ     | ノミネート |
| 第59回ダヴィッド・ディ・ドナテッロ賞 | 助演男優賞                   | ジュゼッペ・バッティストン | ノミネート |
| 第59回ダヴィッド・ディ・ドナテッロ賞 | ヘアメイク賞                 | シャリム・サバティーニ     | ノミネート |
| 第69回ナストロ・ダルジェント賞       | 年間ナストロ・ダルジェント賞 |                            | 受賞       |